# Barrett M95
Pour les articles homonymes, voir Barrett et M95.
Le Barrett M95, plus connu sous le nom M95, est un fusil de précision anti-matériel à verrou, fabriqué par la Barrett Firearms Manufacturing depuis 1995. C'est une version améliorée du Barrett M90.
Variante manuelle du fusil semi-automatique M82A1, ce fusil de conception bullpup est plus compact, mais avec un canon de même longueur. Il peut perforer des blindages vitrés grâce à ses balles de .50 BMG (12,7 mm).
Malgré sa taille, il entre dans la catégorie des fusils portatifs.

## Modifications par rapport au M90
La différence majeure entre le Barrett M90 et son successeur se situe autour de la poignée et la détente qui ont été décalées de 25 mm (1 pouce) vers l'arrière afin de faciliter l'accès et la manipulation du chargeur.
De plus, la culasse a été modifiée et décalée vers l'arrière et le bas, la chambre est revêtue de chrome, ainsi que quelques modifications mineures autour de la détente et du pontet.

## XM107
En 1999, le M95 remporta l'appel d'offres de l'armée américaine afin de devenir le nouveau XM107, et un petit nombre d'entre-deux fut acheté par l'US Army. Le M82 de la même entreprise remplacera finalement le M90 dans ce rôle.
Le site internet de Barrett indique que le M95 a déjà été adopté dans les forces armées et de maintien de l'ordre d'au moins 15 pays du monde.

## Utilisateurs

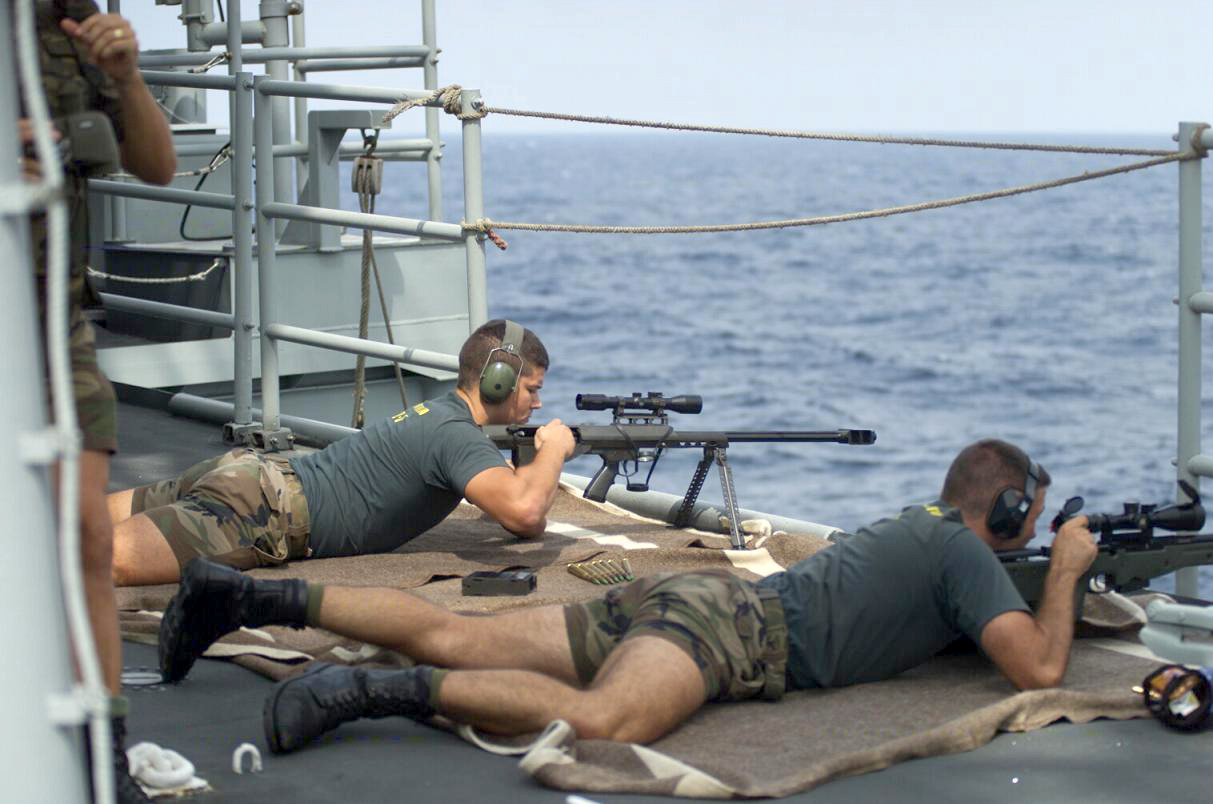
Des snipers de la Marine espagnole en appui d'une équipe d'arraisonnement (2002). L'un d'eux (à gauche) est équipé d'un Barret M95.

- Autriche : utilisé par le groupe spécial Jagdkommando de l'Armée autrichienne[1].
- Espagne : utilisé par l'Armée espagnole et la Marine espagnole[2].
- États-Unis : un petit nombre a été acquis par l'US Army[3].
- Finlande[4].
- Grèce[5].
- Géorgie : utilisé par les Forces armées géorgiennes et la Brigade des forces spéciales militaires Géorgienne (en)[6].
- Italie : utilisé par le 9th Parachute Assault Regiment (en) « Col. Moschin »[7].
- Jordanie : utilisé par les Jordanian Special Operations Forces[8].
- Malaisie : utilisé par le Grup Gerak Khas de l'Armée malaisienne[9].
- Pays-Bas : utilisé par le Royal Netherlands Marine Corps (en) et l'Armée néerlandaise.
- Philippines : Adopté par le Corps des Marines des Philippines[10]. Fusils achetés en 1998[11].
- Thaïlande : utilisé par les Royal Thai Navy SEALs (en).

## Dans la culture populaire
Le Barrett M95 est présent dans certains jeux vidéo tels que Battlefield 2, Battlefield: Bad Company 2 ainsi que Battlefield Play4Free pour la classe Éclaireur, dans le jeu Payday 2 (renommé en « Thanatos ») mais également dans le jeu Back 4 blood.

### Sources externes
Cet article est issu de la lecture des revues spécialisées de langue française suivantes :
- Cibles ;
- Gazette des Armes ;
- Action Guns ;
- Raids ;
- Assaut.